# Будым
Будым — река в России, протекает в Гайнском районе Пермского края. Устье реки находится в 26 км по правому берегу реки Леман. Длина реки составляет 26 км.
Исток реки в лесах северо-восточнее деревни Верхний Будым (Кебратское сельское поселение). Река течёт на юг, затем поворачивает на восток. Протекает жилую деревню Верхний Будым и нежилую Нижний Будым. Впадает в Леман в 8 км к северу от посёлка Шордын.

## Данные водного реестра
По данным государственного водного реестра России относится к Камскому бассейновому округу, водохозяйственный участок реки — Кама от истока до водомерного поста у села Бондюг, речной подбассейн реки — бассейны притоков Камы до впадения Белой. Речной бассейн реки — Кама.
По данным геоинформационной системы водохозяйственного районирования территории РФ, подготовленной Федеральным агентством водных ресурсов:
- Код водного объекта в государственном водном реестре — 10010100112111100002201
- Код по гидрологической изученности (ГИ) — 111100220
- Код бассейна — 10.01.01.001
- Номер тома по ГИ — 11
- Выпуск по ГИ — 1